# Jacques Désiré Leandri
Jacques Désiré Leandri, född den 12 juli 1903 på Korsika, död den 10 maj 1982, var en fransk mykolog som beskrev många törelväxter.
Leandri är ihågkommen för sina botaniska exkursioner i Marocko och Madagaskar. Han samlade växter för vetenskapliga studier mellan 1922 och 1980. Släktet Leandriella är uppkallat efter honom.
Auktorsnamnet Leandri kan användas för Jacques Désiré Leandri i samband med ett vetenskapligt namn inom botaniken; se Wikipediaartiklar som länkar till auktorsnamnet.